# Moenkemeyera australiensis
Moenkemeyera australiensis är en bladmossart som beskrevs av Hugh Neville Dixon 1941. Moenkemeyera australiensis ingår i släktet Moenkemeyera och familjen Fissidentaceae. Inga underarter finns listade i Catalogue of Life.